# Stizocera tristis
Stizocera tristis är en skalbaggsart som först beskrevs av Guérin-Méneville 1844.  Stizocera tristis ingår i släktet Stizocera och familjen långhorningar. Inga underarter finns listade i Catalogue of Life.